# Pedrocortesella gymnonota
Pedrocortesella gymnonota är en kvalsterart som beskrevs av Hammer 1966. Pedrocortesella gymnonota ingår i släktet Pedrocortesella och familjen Licnodamaeidae. Inga underarter finns listade i Catalogue of Life.